# Den fransk-flamske skole
Den fransk-flamske skole eller den nederlandske skole er en musikhistorisk betegnelse for tiden mellem begyndelsen af 1400-tallet og ca. 1600. Skolens musikhistoriske betydning ligger i udviklingen af polyfoni og kontrapunkt som Giovanni Pierluigi da Palestrina perfektionerede.
Den fransk-flamske periode begyndte med at tertsen og seksten blev godkendt som et konsonant, velklingende, interval, en ændring frem for alt hjulpet frem af John Dunstable (ca. 1390-1453) og fauxbourdon-teknikken ("falsk bas").
Den fransk-flamske skole deles gerne op i fem perioder for at lette beskrivelsen af periodernes særtræk, men i virkeligheden glider perioderne jævnt over i hinanden uden store brud.

## Retninger inden for den fransk-flamske skole

### ca. 1420-1450
- Guillaume Dufay
- Gilles Binchois

Perioden kaldes gerne Den burgundiske skole. Det burgundiske rige var i 1400-tallet et af de mægtigste og mest stabile i et Vest-Europa som ellers var præget af Hundredårskrigen. Her samlede tidens bedste og mest kreative musikere og komponister sig med Guillaume Dufay som den første store renæssancekomponist.
De burgundiske komponisters stil var en reaktion mod den overdrevent komplekse og manierede stil som kendetegnede musikstilen Ars subtilior sidst i 1300-tallet. Nu blev stilen klarere og mere flydende, en populær genre var for eksempel flerstemmige kærlighedssange. Messerne blev en selvstændig musikform, og firstemmighed normen. 

### ca. 1450-1480
- Johannes Ockeghem
- Antoine Busnois

Der blev nu udviklet en mere kompleks, kontrapunktisk stil med varieret tekstur og brug af kanon.

### ca. 1480-1520
- Josquin Des Prez
- Heinrich Isaac

På denne tid forsøgte man at opnå ligeværdighed mellem alle stemmerne. Der var tæt kontakt mellem det flamske område og Italien, og mange musikere rejste til Italien så der opstod en forbindelse mellem den nederlandske kunst og de italienske folkesangsformer lauda og frottola.

### ca. 1520-1550
- Adrian Willaert
- Nicolas Gombert
- Clemens non Papa

I denne periode blev der en ganske restriktiv brug af dissonanser, og normen var fem- eller seksstemmighed. Cantus firmus mistede sin betydning. Parodimessen opstod.

### ca. 1550-1600
- Orlando di Lasso
- Philipp de Monte
- Giovanni Pierluigi da Palestrina

I midten af 1500-tallet opstod mange forskellige stilarter og "skoler". En af de mest berømte komponister fra den sene renæssance er Palestrina som tilhørte "den romerske skole" og som fik stor betydning for udviklingen af den romersk-katolske kirkemusik med sine ca. 700 værker, deriblandt 104 messer og 250 motetter.

## Nogle musikformer
- Messe
- Parodimesse
- Diskantmesse
- Motet
- Madrigal

Se også
- Renæssancemusik